# 明日の風
『明日の風』（あしたのかぜ）は、山崎まさよしの通算11枚目のシングル。2000年7月5日発売。発売元はポリドール・レコード。

## 解説
日立マクセル「ONE DISC,ONE HEART.」キャンペーンのコマーシャルソングに使用されコマーシャルには山崎本人も出演（ガラスケースの中でギターを弾きながら当楽曲を歌っている映像）。
CMでオンエアされ始めた頃はCM用に作ったサビしかなかったが、リリースするにあたり、あらためて曲全体を形にしていったという（発売時のインタビューより）。
この年に放送された『第20回全国高等学校クイズ選手権』（日本テレビ系）の準決勝で、鹿児島県立加治木高等学校の敗退決定後のシーンにて、この曲の1番が使用された。
ミュージック・ビデオは、ボウリング場で撮影されたシーン、ボールを投げるシーンなどもある。2003年9月17日発売のビデオ・クリップ集第2弾『山崎 動く動く VIDEO CLIPS 1998-2003』に収録されている。
ライブ・アルバム『ONE KNIGHT STANDS』（2000年9月25日）の限定盤Disc 4には、自宅で録音したデモ音源が収録されていた。

## 収録曲
1. 明日の風　（4:55）
2. mud skiffle track VIII　（1:05）
3. カタログ　（4:31）

- 作詞・作曲：山崎将義
- 編曲：山崎将義&中村キタロー（#1）/山崎将義（#1以外）

## 収録作品
- 明日の風 （Single Version）
  - BLUE PERIOD
- 明日の風 （Album Mix）
  - transition　（5th アルバム）
- 明日の風 （Live in MY room）　
  - ONE KNIGHT STANDS　初回限定盤Disc 4に収録
- mud skiffle track VIII
  - OUT OF THE BLUE
- カタログ
  - OUT OF THE BLUE